# Odchyłka kątowa w ciągu poligonowym
Odchyłka kątowa {\displaystyle f_{\beta }} – różnica pomiędzy sumą kątów w ciągu poligonowym teoretyczną {\displaystyle \beta _{t}} i sumą kątów praktyczną {\displaystyle \beta _{p}.}
Mierząc kąty w ciągu poligonowym zawsze popełnimy jakieś błędy, zatem otrzymana suma kątów nie będzie zgadzała się z tą, która powinna wyjść w teorii. Odchyłka kątowa pozwala wyrównać obserwacje tak, aby ich suma zgadzała się z sumą teoretyczną i aby można było dokonywać dalszych obliczeń nie powiększając błędów.
Praktyczna suma kątów jest sumą poszczególnych kątów (wewnętrznych) ciągu poligonowego, natomiast teoretyczna suma kątów (wewnętrznych) jest obliczana z odpowiednich wzorów:
- w ciągu poligonowym zamkniętym wynosi {\displaystyle \beta _{t}=180^{o}\cdot (n-2),} gdzie n – liczba kątów w ciągu
- w ciągu poligonowym otwartym wynosi {\displaystyle \beta _{t}=\alpha _{k}-\alpha _{p}+180^{o}\cdot n} dla kątów lewych i {\displaystyle \beta _{t}=\alpha _{p}-\alpha _{k}+180^{o}\cdot n} dla kątów prawych, gdzie {\displaystyle \alpha _{p}} i {\displaystyle \alpha _{k}} to azymuty początkowego i końcowego boku nawiązania, natomiast kąty lewe to kąty położone po lewej stronie, jeżeli stoimy na którymś z punktów i ciągu i patrzymy na następny, analogicznie kąty prawe.

Odchyłkę kątową obliczamy więc ze wzoru:{\displaystyle f_{\beta }=\sum \beta _{p}-\sum \beta _{t}.}
Znak odchyłki kątowej ustalamy z oparciu o nierówność:
- jeśli {\displaystyle \beta _{t}>\beta _{p},} odchyłka ma znak ujemny (−),
- jeśli {\displaystyle \beta _{p}>\beta _{t},} odchyłka ma znak dodatni (+).

Po obliczeniu wartości odchyłki kątowej, należy ją rozrzucić, to znaczy dodać ją (lub odjąć) do każdego z pomierzonych kątów. Odchyłkę powinno się rozrzucać proporcjonalne do wielkości kątów, tzn. kąt większy, powinien zostać powiększony (lub pomniejszony) o proporcjonalnie większą część odchyłki niż kąt mniejszy. Można dokonać tego ze wzoru na miarę kąta wyrównanego:{\displaystyle \alpha _{wyr}=\alpha _{i}:\sum \beta _{p}\cdot f_{\beta },} gdzie {\displaystyle \alpha _{i}} to pomierzona miara każdego z kątów ciągu poligonowego.